# Hatvik
Koordinaten: 60° 12′ N, 5° 32′ O
Hatvik (auch Hattvik) ist eine kleine Siedlung innerhalb der am 1. Januar 2020 durch die Vereinigung der vorherigen Gemeinden Os und Fusa entstandenen norwegischen Gemeinde Bjørnafjorden. Zuvor gehörte sie zur Gemeinde Os. 

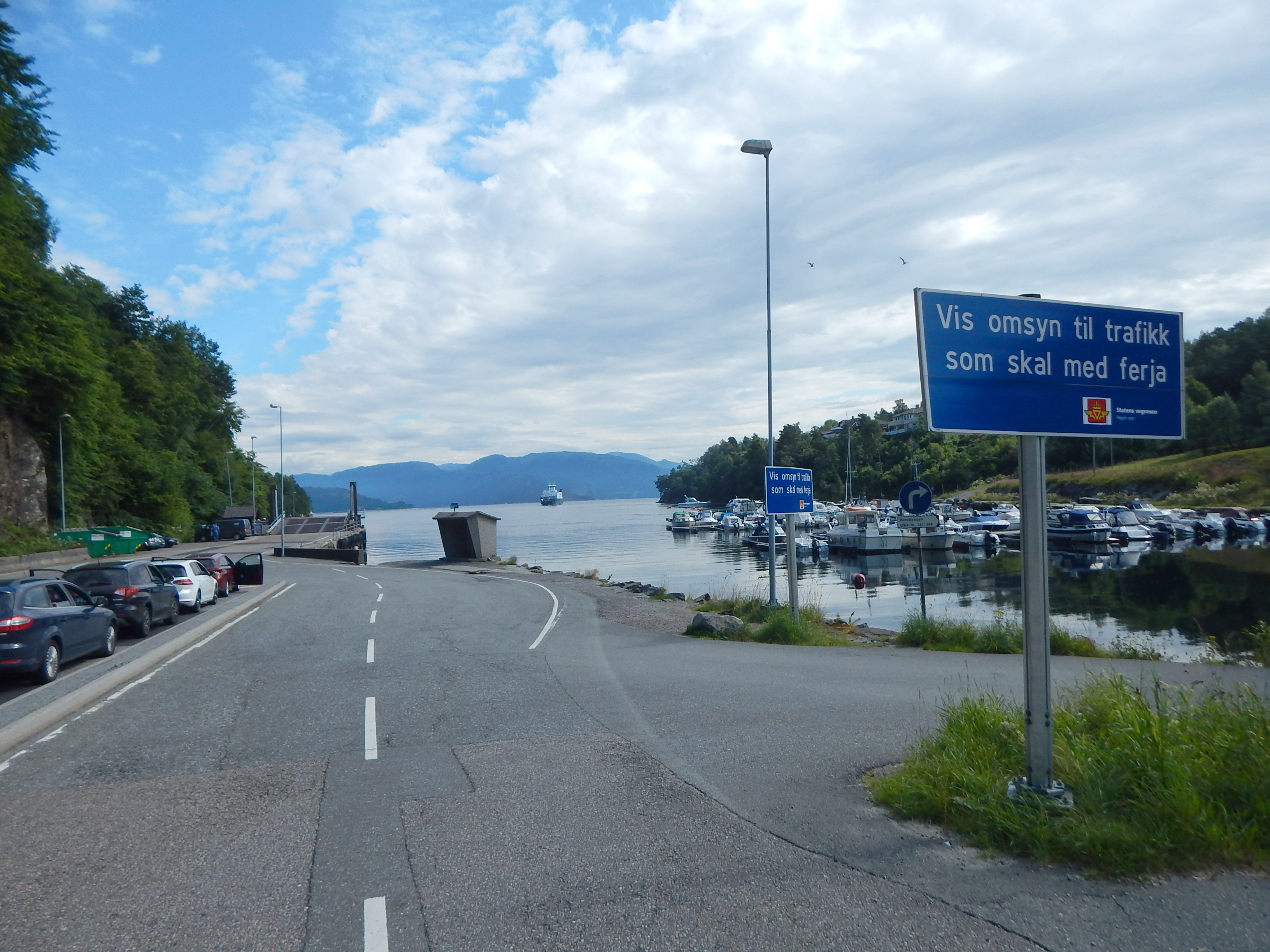
Der Fähranleger in Hatvik (Juli 2017)

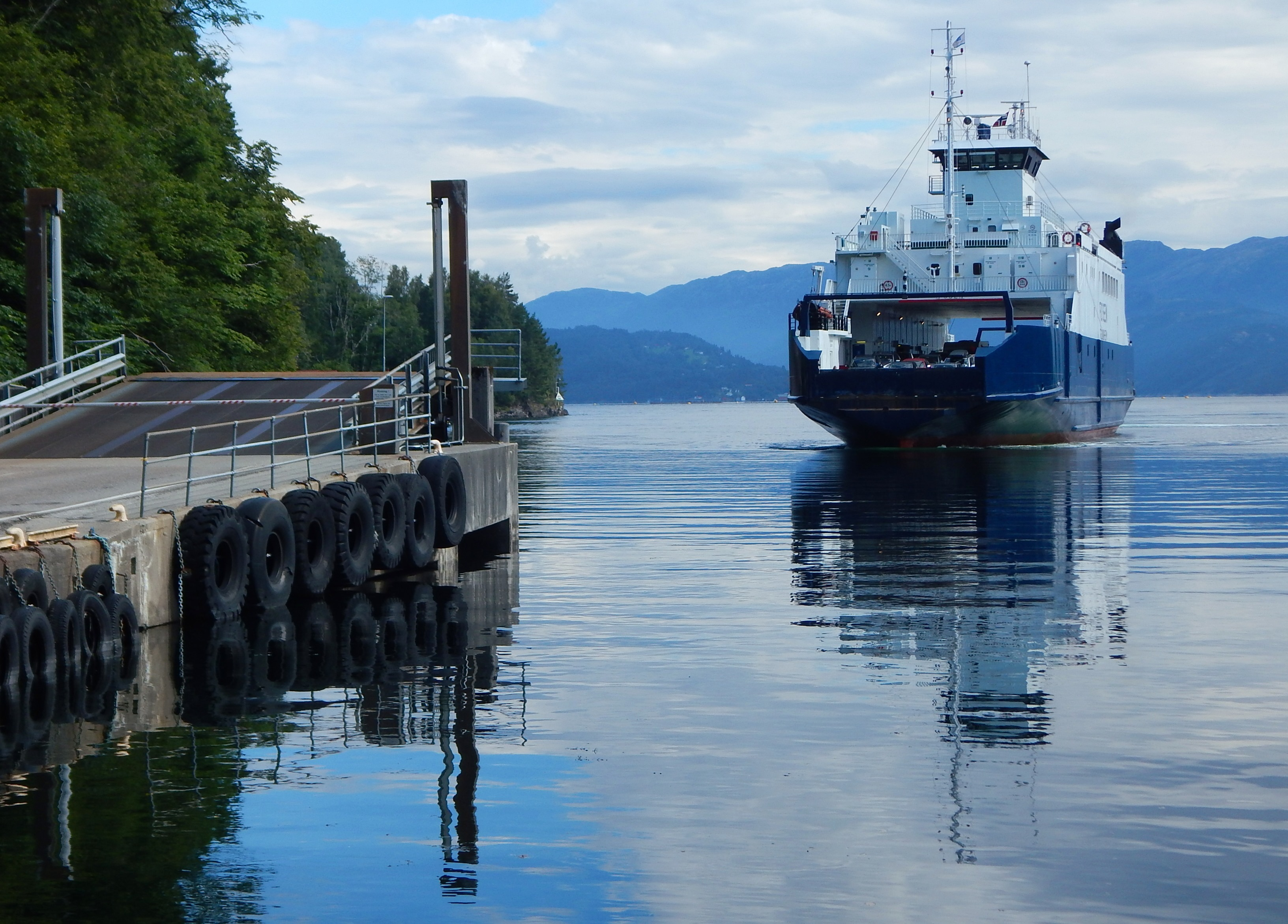
Die Fähre Fosen in Hatvik (Juli 2017)

## Lage und Verkehr
Die Siedlung liegt etwa 30 km südlich von Bergen im Fylke Vestland am Westufer des Fusafjords und ist wegen ihres Fähranlegers von verkehrstechnischer Bedeutung. Die im Verlauf der Provinzstraße 552 betriebene Autofähre von der Bucht von Hatvik nach Venjaneset am Ostufer des Fjords verbindet die beiden Gemeindeteile von Bjørnafjorden und braucht 12 Minuten zum Überqueren des Fjords.

## Geschichte
Im Zweiten Weltkrieg wurde die Bucht von Hatvik von der deutschen Kriegsmarine genutzt, die dort ab Juli 1943 ihre U-Boot-Abwehrschule (UAS) betrieb. Die Kommandantur der UAS wurde von Gotenhafen nach Bergen verlegt und die operative Schulung fand in und bei Hatvik statt. Dort wurden die Besatzungen deutscher U-Jagd-Boote im Aufspüren und Bekämpfen feindlicher U-Boote geschult, wozu die insgesamt sieben U-Jäger der UAS und die erbeuteten U-Boote UD 2, UD 3, UD 5 (ehemals Niederlande), UF 2 (ehemals Frankreich) und UC 2 (ehemals Norwegen) benutzt wurden. Später kamen die Boote U 298 und U 1052 (beide U-Boot-Klasse VII) als Schulboote hinzu, auf denen U-Boot-Besatzungen in Eigenschutzmaßnahmen geschult wurden.